# Achillea aucheri
Achillea aucheri là một loài thực vật có hoa trong họ Cúc. Loài này được Boiss. mô tả khoa học đầu tiên.